# Ucel
Ucel település Franciaországban, Ardèche megyében. Lakosainak száma 2031 fő (2022. január 1.). Ucel Aubenas, Labégude, Saint-Julien-du-Serre, Saint-Privat és Vals-les-Bains községekkel határos.

## Népesség
A település népessége az elmúlt években az alábbi módon változott:
| Lakosok száma | 1163 | 1719 | 1677 | 1874 | 2035 | 2068 | 2043 | 2062 | 2056 | 2031 |
|               | 1968 | 1982 | 1990 | 2006 | 2013 | 2015 | 2017 | 2019 | 2020 | 2022 |